# Franz Kaspar Lieblein
Franz Kaspar (ou Caspar) Lieblein est un botaniste bavarois, né le 15 septembre 1744 à Karlstadt-sur-le-Main et mort le 28 avril 1810 à Fulda.
Il enseigne la botanique à Fulda dans l'électorat de Hesse. Il décrit dans son ouvrage, Flora fuldensis (Francfort-sur-le-Main, 1784), la flore de la vallée du Rhin et présente 300 espèces.